# Erasmus Sarcerius

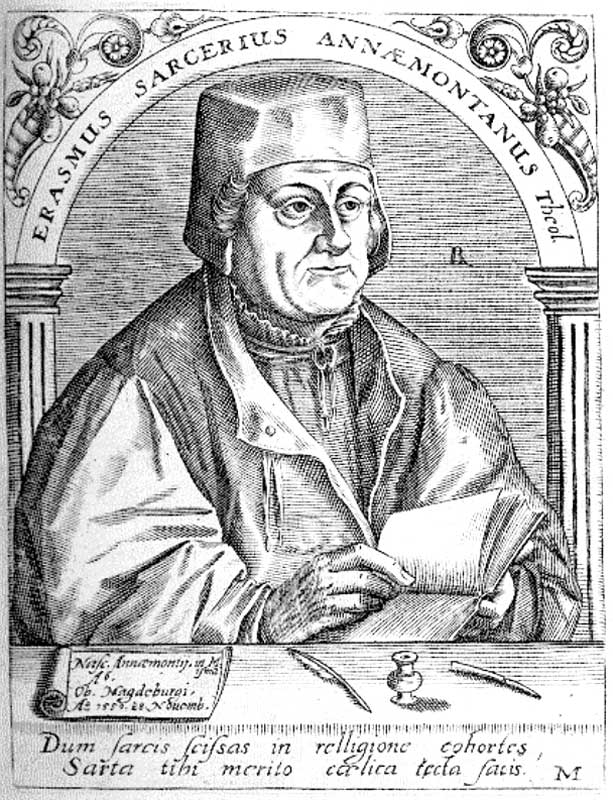
Erasmus Sarcerius auf einem Kupferstich aus dem 16. Jahrhundert

Erasmus Sarcerius (* 19. April 1501 in Annaberg; † 18. November 1559 in Magdeburg) war ein lutherischer Theologe und Reformator.

## Leben
Über Sarcerius Jugend ist wenig bekannt. Er soll in Freiberg zur Schule gegangen und die Universität Leipzig besucht haben. Nach dem Tod seines humanistischen Lehrers Petrus Mosellanus, zog er 1524 nach Wittenberg und schloss sich Martin Luther und Philipp Melanchthon an. In den folgenden Jahren soll er zuerst an Schulen in Österreich, später in Rostock tätig gewesen sein. Von 1531 bis 1536 wirkte er als erster Subrektor am Katharineum zu Lübeck. Schon in diesen Jahren machte er sich durch seine Schriften einen Namen.
1536 wurde er als Rektor der Lateinschule nach Siegen berufen und im folgenden Jahre vom Grafen Wilhelm von Nassau zum Superintendenten des Landes bestellt. In seinen theologischen Arbeiten prägt sich seine pädagogische Erfahrung aus. Sarcerius schrieb Katechismen, praktische Schrifterklärungen und veröffentlichte Predigten. Den gleichen Motiven entstammt sein dogmatisches Kompendium Methodus divinae scripturae locos praecipuos explicans von 1539/40.
Er hat während des Reformationsversuchs des Erzbischofs Hermann von Wied als Prediger in Andernach und 1545 im Amt Babenhausen, das zur Grafschaft Hanau-Lichtenberg gehörte, gedient. Während er noch in Nassau wirkte, erhielt er einen Ruf als Professor nach Leipzig, aber Graf Wilhelm ließ ihn nicht gehen.
Nach dem Augsburger Interim konnte ihn der Graf nicht halten. Sarcerius hoffte, zuerst nach Lübeck oder Rostock zu kommen, entschloss sich aber schließlich, das Pfarramt an Sankt Thomas in Leipzig zu übernehmen. Durch seine Tätigkeit im Westen wie in seiner sächsischen Heimat gewann er in kirchlichen Kreisen großen Einfluss. Die Zeitgenossen hielten ihn für eine bedeutende Gestalt und behandelten ihn mit großem Respekt.
Von Leipzig wurde Sarcerius als Superintendent nach Mansfeld berufen, wo er als Visitator und Organisator wirkte. Die Grundlegung dafür gab er in seiner Schrift Form und Weise einer Visitation für die Graf- und Herrschaft Mansfeld 1554. Als streng lutherisch ausgerichteter Theologe hatte er hier gegenüber den Anhängern Georg Majors keinen leichten Stand. Diese Haltung entfremdete ihn schließlich seinem früheren Lehrer Melanchthon völlig, dem er beim Wormser Religionsgespräch 1557 gegenüberstand.
Er hat zahlreiche einflussreiche Schriften veröffentlicht, so zum Beispiel Vorschlag einer Kirchengemeinde, Prozessbüchlein (1556) oder Pastorale oder Hirtenbuch vom Amt, Wesen und Disziplin der Pastoren (1559). Von den Zeitgenossen wurde Sarcerius als frommer und theologisch belesener Mann gerühmt, der zu innerprotestantischen Auseinandersetzungen durchaus Stellung bezog, obwohl er dabei meist der Linie Luthers folgte.
Sein Hauptanliegen war das religiöse Leben in den Gemeinden und in theologischen Auseinandersetzungen hat er versucht, stets die Auswirkungen auf die praktische kirchliche Arbeit im Auge zu behalten. Durch die Verhältnisse in Mansfeld dazu bestimmt, nahm er 1559 den Ruf als Senior nach Magdeburg an. Nach seiner vierten Predigt ist er dort gestorben.